# Hrímfaxi et Skinfaxi
Vous lisez un « article de qualité » labellisé en 2020.
Hrímfaxi et Skinfaxi (/ˈhriːmvɑksi/ et /ˈskinvɑksi/) sont, dans la mythologie nordique, les deux chevaux cosmiques à l'origine du cycle de la nuit et du jour. Le premier tire le char de la déesse de la nuit, Nótt, et l'écume qu'il bave autour de son mors devient la rosée du matin. Il précède Skinfaxi, cheval du dieu du jour Dag fils de Nótt, dont la crinière illumine le ciel. Leur mythe est cité dans le Vafþrúðnismál de l'Edda poétique au Xe siècle, puis dans le Gylfaginning de l’Edda de Snorri, au XIIIe siècle. Selon ces traditions, le dieu suprême Odin a remis ces deux chevaux à leur conducteur de char respectifs, avec la consigne de parcourir la Terre en un jour.
Chevaux cosmogoniques primitifs, Hrímfaxi et Skinfaxi proviennent de croyances anciennes, remontant vraisemblablement à l'âge du bronze, sans qu'on puisse exclure la possibilité d'une influence gréco-romaine. Des chevaux équivalents existent dans d'autres mythologies indo-européennes antiques, aussi bien dans le védisme que chez les Romains. Le nom et le mythe de ces chevaux sont repris dans la culture populaire. 

## Mentions
Ces deux chevaux sont mentionnés dans le Vafþrúðnismál (issu de l’Edda poétique) et dans le Gylfaginning (issu de l’Edda de Snorri). D'après le linguiste et traducteur Régis Boyer, le mythe présentant la naissance du soleil et de la lune est particulièrement développé dans la mythologie nordique, davantage par exemple que celui de la création de l'homme,.
La mythologie nordique fait l'objet d'études à partir de la fin du XVIIIe siècle, au Danemark, ce qui attire notamment l'attention de Jacob Grimm, et inspire écrivains, artistes et compositeurs.  Jacob Grimm cite Hrímfaxi et Skinfaxi parmi les animaux référencés dans son ouvrage Deutsche Mythologie. Cela donne lieu à d'autres mentions dans des traductions tout au long du XIXe siècle (en 1831 depuis l'anglais, en 1839 dans la Mythologie pittoresque de Joseph Odolant-Desnos...) et dans les études germaniques, par exemple par les philologues Karl Weinhold (en 1856) et Paul Hermann. Le philologue strasbourgeois Frédéric-Guillaume Bergmann traduit le Vafþrúðnismál en français en 1838, puis le Gylfaginning en 1861. S. Ricard transcrit les noms de ces deux chevaux par « Rimfaxe » et « Skinfaxe » dans son Précis de la mythologie scandinave, en 1863. Il existe une autre traduction en « Hrimfaxe » et « Skenfaxe » par Melle R. du Puget, en 1865.

### Vafþrúðnismál

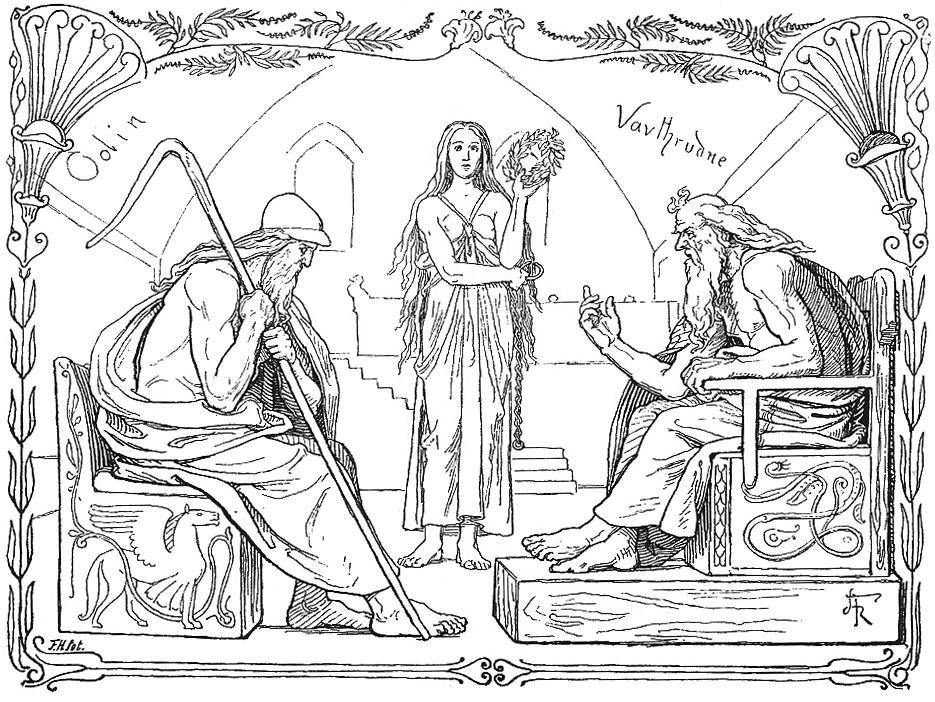
Le jeu de devinettes entre le dieu Odin (à gauche) et le géant Vafþrúðnir (à droite), d'après un dessin de Lorenz Frølich, 1895.

Dans le Vafþrúðnismál (« les Dits de Fort à l'Embrouille »), vraisemblablement composé au début du Xe siècle, le dieu Odin rencontre, sous un déguisement, le géant Vafþrúðnir, réputé le plus sage des géants. Tous deux se lancent une série de « devinettes », relevant surtout de la cosmogonie. Les strophes 11 à 18 concernent quatre questions posées par Vafþrúðnir à Odin.
La strophe 11 est introduite par une question portant sur le nom du cheval qui amène le jour au genre humain, à laquelle Odin répond :
« Skinfaxi heitir
er inn skíra dregr
dag um dróttmögu;
hesta beztr
þykkir hann með reiðgotom,
ey lýsir mön af mari. »
— Vafþrúðnismál, strophe 12. Traduction de Régis Boyer
        
« Skinfaxi, il s'appelle
Celui qui tire le clair
Jour au-dessus des peuples :
On le tient pour le meilleur des chevaux
Chez les Hreidgots
Toujours luit la crinière du coursier. »
La strophe 14 est introduite par une nouvelle question de Vafþrúðnir adressée à Odin, portant sur le nom du cheval qui tire Nótt (la nuit) à travers le ciel, :
« Hrímfaxi heitir,
er hverja dregr
nótt of nýt regin;
méldropa fellir hann
morgin hvern;
þaðan kemr dögg um dala. »
— Vafþrúðnismál, strophe 14. Traduction de Régis Boyer
        
« Hrimfaxi, il s'appelle
Celui qui tire chaque nuit
Sur les utiles dieux ;
Il laisse de son mors
Chaque matin tomber l'écume
De là vient la rosée dans les vallons. »

### Gylfaginning

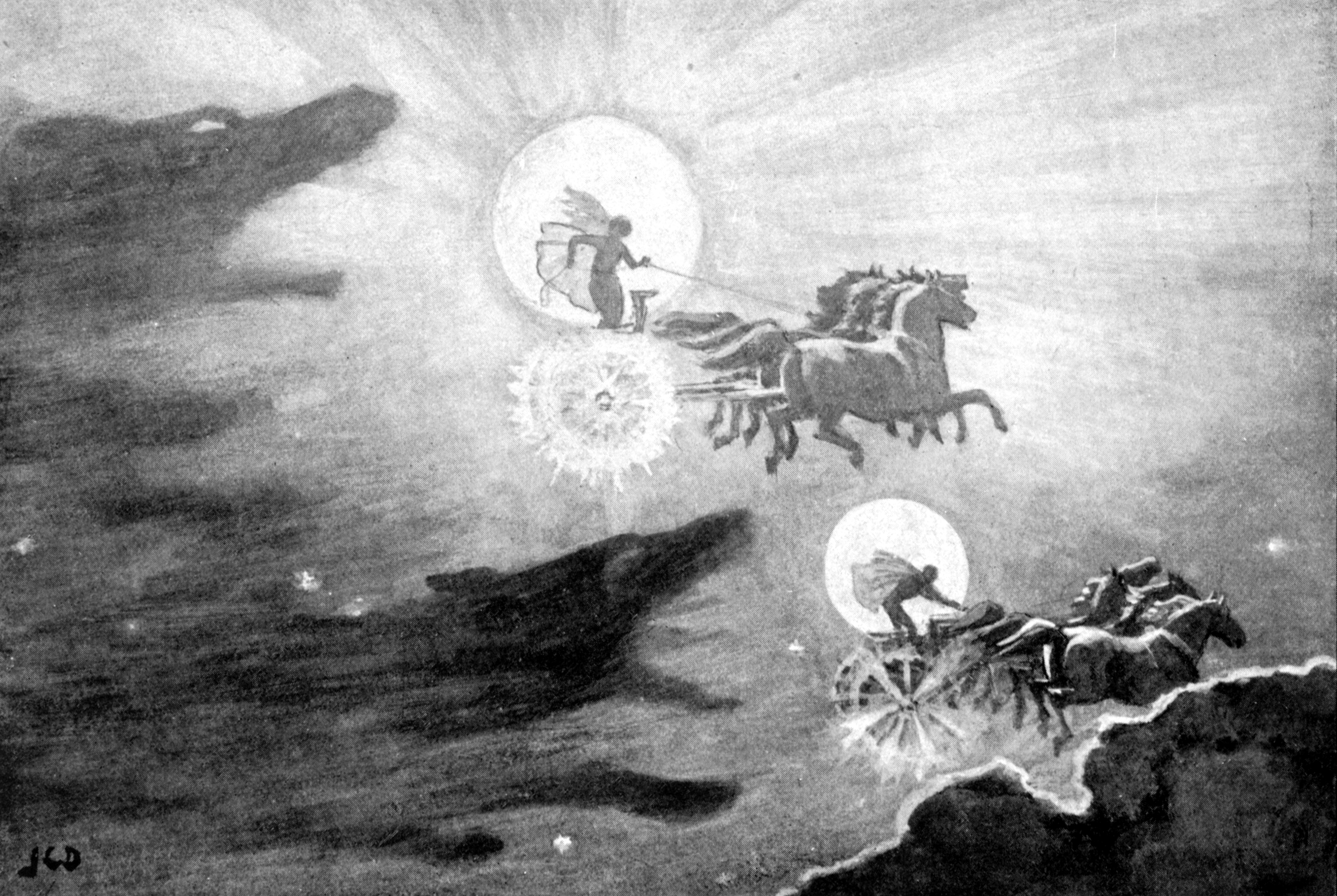
Les loups poursuivent le char de Máni et celui de Sól tiré par Árvakr et Alsviðr. Illustration de John Charles Dollman, 1909.

Dans le Gylfaginning (« les Dits de Gylfi »), écrit au XIIIe siècle, Snorri Sturluson présente également ce mythe. Il paraphrase le Vafþrúðnismál, en présentant des questions posées par Ganglari à Hár, dans le cadre d'une compilation des traditions cosmogoniques.
Le géant Narfi a une fille, Nótt, très noire de peau,,. Mariée à Delling, elle donne naissance à Dag, le dieu du jour, qui est brillant et beau comme son père,,. Odin (sous le surnom d'Alfadr ou Alfǒdr) remet alors à Nótt et à Dag deux chevaux et deux chars, et les charge de parcourir la terre en un jour,,. Nótt précède Dag. Son cheval, Hrímfaxi, produit la rosée du matin en bavant de l'écume qui tombe sur la terre,,. Le cheval de Dag, Skinfaxi, illumine le ciel et la terre grâce à sa crinière brillante,,.

La traduction datée de Bergmann cite ce mythe comme suit : 

« Nuit chevauche au devant, sur le cheval qui est nommé Crin-Givreux (Hrimfaxi), et qui, chaque matin, arrose la terre des gouttes de son mors. Le cheval que Jour possède est appelé Crin-Luisant (Skinfaxi), et il éclaire de sa crinière l'air entier et la terre »

— Frédéric-Guillaume Bergmann, La fascination de Gulfi
La question suivante de Ganglari porte sur la direction du cours du soleil et de la lune, laquelle a pour explication le mythe voisin d'Árvakr et Alsviðr.

## Étymologie et terminologie

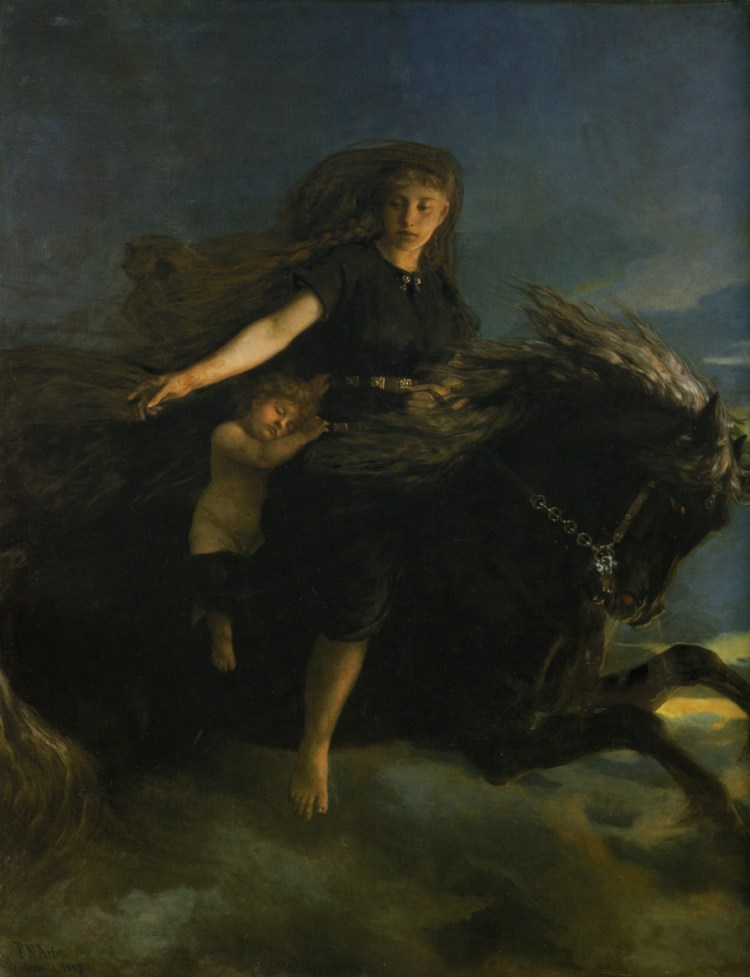
Nott chevauchant Hrimfaxi, par Peter Nicolai Arbo, 1887.

Les noms de chevaux contenant faxi en vieux norrois (soit « crinière », en français) sont courants dans la mythologie nordique. 
Le nom Hrímfaxi se traduit par « crinière de givre » selon Régis Boyer, le scandinaviste François-Xavier Dillmann et le germaniste Claude Lecouteux, ou bien par « crinière des frimas » selon un quatrième universitaire français spécialiste de la mythologie nordique, David Guelpa,, ainsi que des travaux plus anciens. Ce nom peut éventuellement être traduit par « crinière de glace » dans des sources anciennes. Le philologue Frédéric-Guillaume Bergmann, en 1838, l'avait traduit par « qui a la crinière couverte du givre produit par la froidure de la nuit ». Il existe des variantes de transcription : Hrimfax(e), Hrymfaxe, Rimefaxe, Rimefakse, Rimfaxi et Rin-faxe.
Skinfaxi se traduit par « crinière étincelante » pour Boyer, « crinière d'éclat » pour Dillmann, « cheval étincelant » pour Lecouteux, et « crinière brillante » pour Guelpa. Frédéric-Guillaume Bergmann l'avait traduit par « qui a la crinière luisante ». « Skinfaxe »,, Skinfakse et Skin-faxe sont des variantes de transcription.
Selon Boyer, ces deux noms de chevaux appartiennent vraisemblablement à la poésie scaldique, et sont des heiti, employés par synonymie pour désigner le soleil et la lune. « Avant que Hrímfaxi n'ait secoué sur nous sa crinière de givre » désigne la tombée de la nuit et/ou le lever de la lune.

## Origine

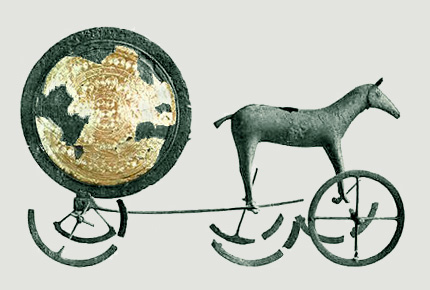
Le char solaire de Trundholm, daté de.

Selon Régis Boyer, en dépit des doutes relatifs aux recompositions des textes formant les sources de la mythologie nordique, le mythe des chevaux lunaires et solaires en fait partie depuis des temps anciens. Pour l'historien du cheval Marc-André Wagner également, Hrímfaxi et Skinfaxi renvoient à des croyances bien antérieures aux premières sources écrites à leur sujet. Du fait que la première mention écrite d'un char solaire soit si tardive, il n'exclut pas la possibilité que ce mythe ait été partiellement récupéré des Grecs ou des Romains.
Le mythe de Hrímfaxi et Skinfaxi provient vraisemblablement du système mythologique des pays nordiques à l'âge du bronze, époque pour laquelle il existe, selon l'archéologue danois Flemming Kaul, des preuves solides de croyances impliquant un cheval (ou d'autres animaux : serpent, poisson, ou un bateau) qui tire le soleil dans le ciel. Commentant le char solaire de Trundholm (un artefact vraisemblablement cultuel, daté de cette époque) dans un article de la revue Mediaevistik, Régis Boyer « ne peut s'empêcher de faire le rapport immédiat » avec ces deux chevaux, et cite d'autres exemples de chevaux héliophores parmi les pétroglyphes datés de l'âge du bronze.
Deux autres chevaux mythologiques remplissent la même fonction que Skinfaxi (maintenir l'« ordre du monde »), Árvakr et Alsviðr, qui forment l'équipage tirant le char unique de la déesse du soleil, Sól. La médiéviste Ursula Dronke postule un lien entre « le cheval solaire » du dieu Freyr, Blóðughófi, et ces chevaux solaires et lunaires.

## Symbolique

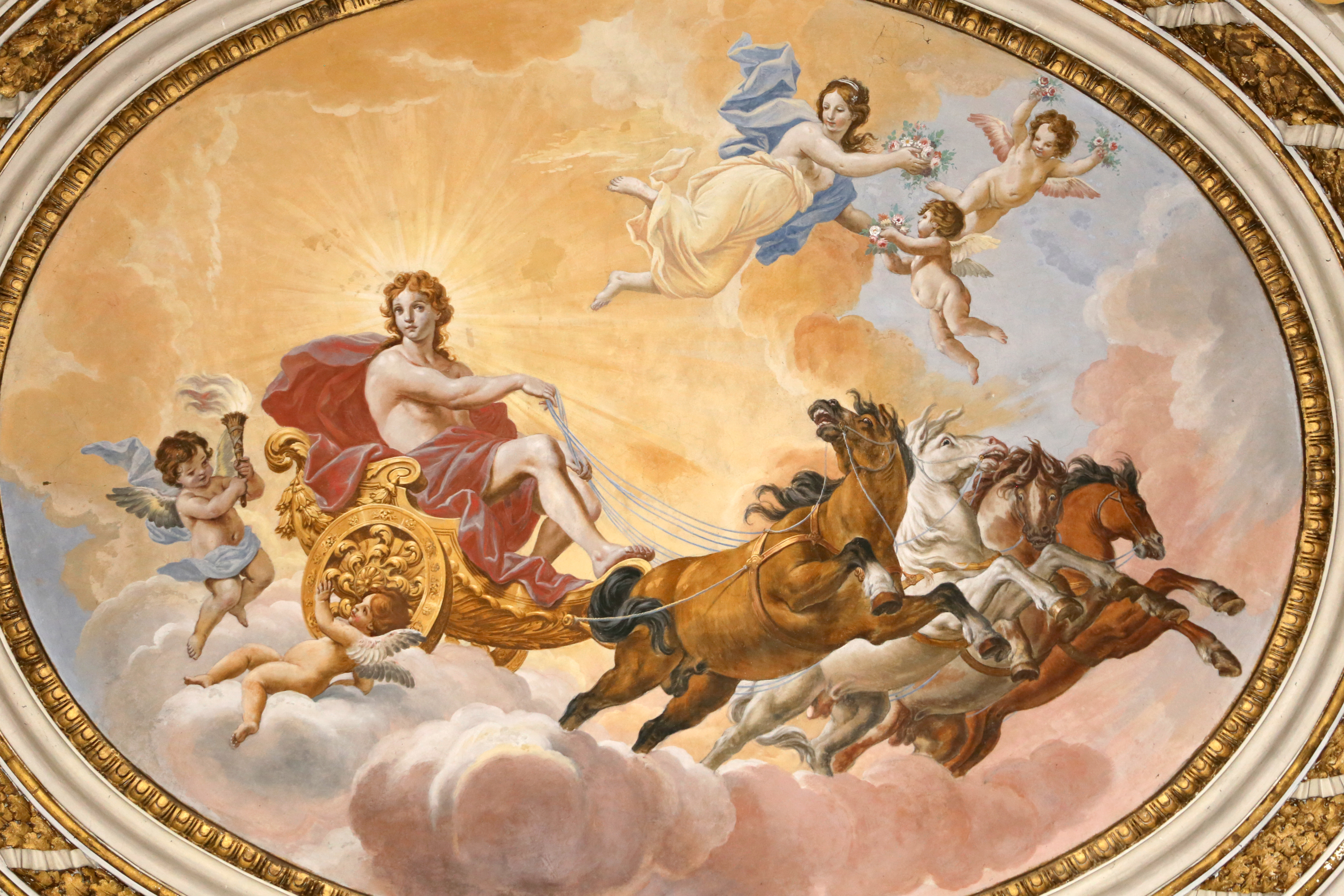
Apollon conduisant le chariot du soleil (ici, à la villa Rospigliosi), une image proche de celle de Dag et Skinfaxi.

Comme nombre d'autres chevaux mythologiques, Hrímfaxi et Skinfaxi sont des symboles de vie cosmique, à l'origine du cycle éternel du jour et de la nuit : ils maintiennent l'ordre du monde. Ils relèvent ainsi des cosmologies primitives, tentatives d'explication de l'existence des astres. Les interprétations symboliques datées du XIXe siècle sont souvent fantaisistes, en partie car elles servent alors des objectifs nationalistes.
Hrímfaxi est vu comme « le sombre et sauvage cheval de la nuit », et Skinfaxi comme la personnification du jour, sa crinière représentant le soleil. Hrímfaxi laisse tomber des gouttes d'écume de son mors, et sa crinière crée du givre, fournissant une explication à la présence de la rosée sur les plantes, au matin. Ce cheval ne répand pas la pluie, mais seulement la rosée. Sans citer ses sources, la vulgarisatrice Theresa Bane imagine qu'il se repose durant la journée en broutant les feuilles du frêne sacré Yggdrasil. 
Bergmann souligne le fait que Skinfaxi soit décrit comme « le meilleur des chevaux », ce qu'il met en relation avec un thème indo-européen plaçant dans le ciel les individus les plus parfaits de la création, notamment selon les croyances hindoues. Il note également les particularités du trajet de ces deux chevaux cosmiques, le cheval de la nuit partant de l'orient car le cheval du jour disparaît à l'occident. Dans un ouvrage de vulgarisation consacré au sommeil (2018), Isalou Regen et le journaliste Charles Pépin soulignent que, d'après ce mythe, la nuit précède le jour, d'où le fait que le temps soit compté en nombre de nuits, et non de jours, en Scandinavie médiévale.
Pour Marc-André Wagner, ces « deux chevaux cosmiques qui se poursuivent dans l'espace » rejoignent un mythème qui, « de façon plus ou moins complexe [met en scène] un ou plusieurs chevaux précédant ou tirant un disque solaire ou un char du soleil personnifié ». Cette théorie est soutenue par l'art germanique vitaliste de la première moitié du Ier millénaire av. J.-C., ainsi que par des croyances similaires dans le Védisme, les courses romaines, enfin par la pratique du sacrifice du cheval, qui vise à maintenir ce cycle. Le philologue italien Angelo De Gubernatis rapproche en 1874 ces deux chevaux des Ashvins védiques ; le rattachement au thème du cheval solaire védique est également fait dans un article de la Revue des traditions populaires, en 1887.
Les chevaux des Valkyries, tels que présentés dans Helgakviða Hjörvarðssonar, font tomber la rosée avec leur crinière, ce qui renvoie également à ce mythe. La déesse romaine Aurore peut être considérée comme l'équivalent de Hrímfaxi dans la mythologie scandinave, une source de la rosée : elle est représentée versant la rosée sur la terre pour faire pousser les fleurs. Le char de Skinfaxi a été comparé à celui d'Apollon Phébus, à la différence que dans ce mythe grec, la lumière du soleil émane de la tête du dieu, et non de ses chevaux.
En 1968, le mythologue américain Donald Ward cite ces deux chevaux dans le cadre de son étude du mythe indo-européen des jumeaux divins dans l'espace germanique ; il y postule que le nom de ces deux chevaux révèle leur origine astrale, et que Hrimfaxi représente l'étoile du soir, tandis que Skinfaxi serait l'étoile du matin, en raison de la mention insistant sur la brillance de leurs crinières respectives.

## Représentations dans les arts

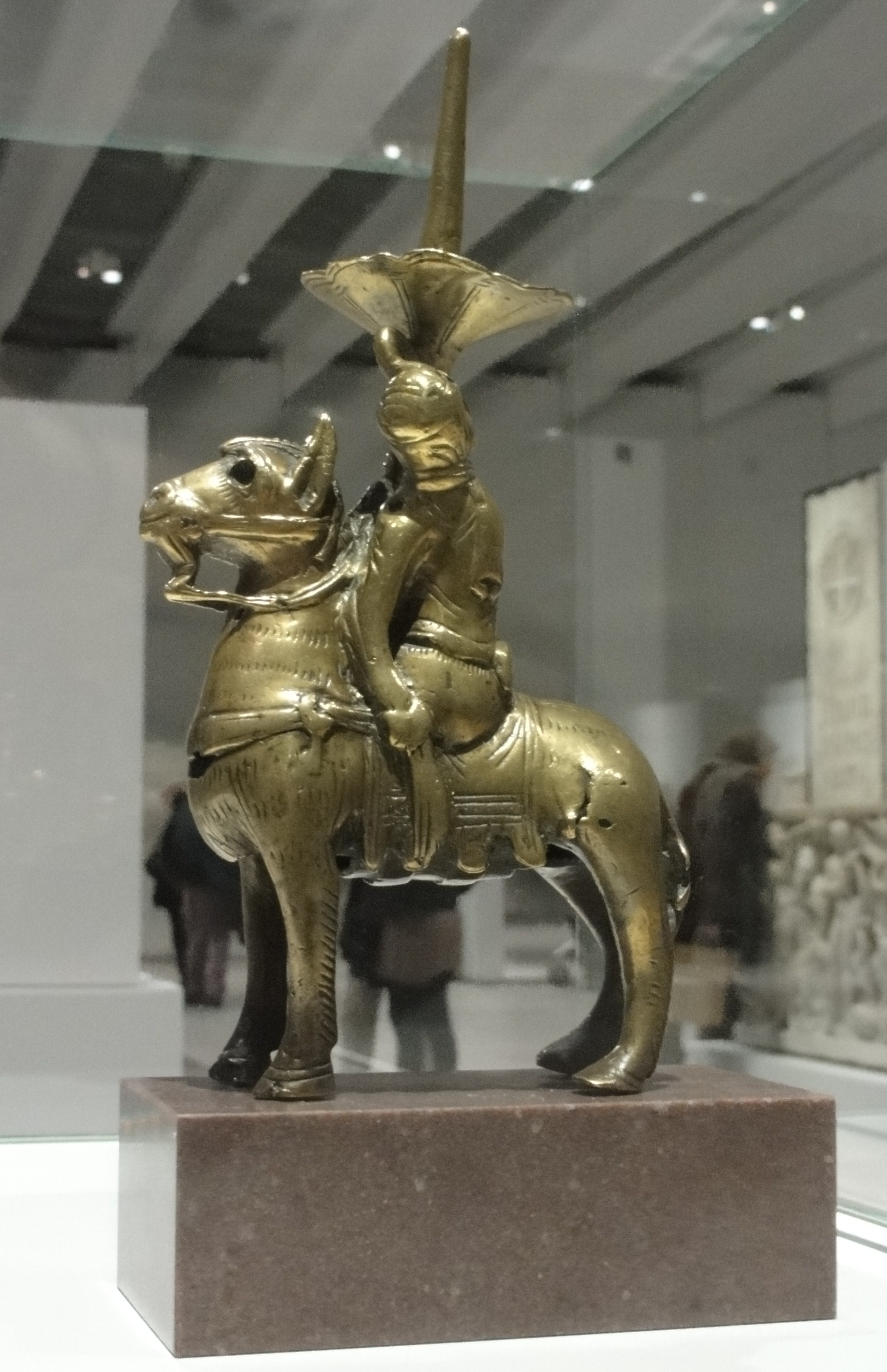
Chandelier germanique donné au Louvre par M. Sauvageot, interprété en 1856 comme représentant Hrímfaxi monté par Nótt.

Un chandelier germanique du XIIe siècle, figurant une cavalière sur sa monture et portant une branche d'arbre, est interprété par les antiquaires C. Cahier et Arthur Martin comme étant une possible représentation de Nótt et Hrímfaxi (interprétation de 1856, jamais révisée depuis). L'objet, donné par Ch. Sauvageot en 1856, se trouve désormais dans la collection du musée du Louvre.
Le peintre norvégien Peter Nicolai Arbo, qui a illustré de nombreux sujets de la mythologie nordique, représente chacun de ces deux chevaux, monté, en 1874 et 1887,.

## Postérité
Comme pour de nombreux autres chevaux de la mythologie nordique, un parallèle a été dressé entre Hrímfaxi et Skinfaxi, et les chevaux de la Terre du Milieu imaginés par Tolkien, vraisemblablement en s'inspirant de l'étymologie du vieux norrois, en particulier pour Shadowfax (Gripoil dans la première traduction, Scadufax dans la deuxième), le cheval de Gandalf. L'auteur autrichien Helmut Eisendle a publié en 1983 Skinfaxi in den Wäldern: ein Märchen (« Skinfaxi dans les bois : un conte de fées »), illustré par Susanne Berner. L'autrice américaine Nancy Marie Brown cite ces deux chevaux dans son récit de voyage A Good Horse Has No Color: Searching Iceland for the Perfect Horse, en 2001, pour mettre en relief la connaissance bien vivante des mythes nordiques parmi les communautés d'éleveurs de chevaux islandais. Hrimfaxi est cité dans Hrolf le vagabond, un roman de Pierre Efratas paru en 2005.
Dans le jeu vidéo de Namco Ace Combat: Squadron Leader, le premier sous-marin nucléaire qu'il faut détruire porte le nom de « Scinfaxi », et le second celui de « Hrimfaxi ». 
Deux nouvelles espèces d'hyménoptères du genre Sphaeropthalma, documentées en 2007 respectivement au Mexique et au Costa Rica, ont été baptisées S. skinfaxi et S. hrimfaxi.

### Note
1. ↑  Ce point constitue une originalité par comparaison à d'autres mythologies qui, au contraire, développent longuement le thème de la création des êtres humains.
2. ↑  Selon les textes, ces deux chevaux ne sont pas montés, mais attelés à des chars : les tableaux ne reflètent pas les sources mythologiques historiques.

#### Sources primaires
- [Bergmann 1838] Friedrich Wilhelm Bergmann, Poëmes islandais (Voluspa, Vafthrudnismal, Lokasenna), tirés de l'Edda de Saemund, Paris, Imprimerie royale, 1838, 474 p. (lire en ligne)
- [Dillmann 1991] François-Xavier Dillmann, L'Edda : Récits de mythologie nordique par Snorri Sturluson, Paris, Gallimard, coll. « L'Aube des peuples », 21 février 1991, 256 p. (ISBN 2070721140 et 978-2070721146)
- [Boyer 1992] Régis Boyer, L'Edda poétique, Paris, Fayard, coll. « L'espace intérieur », 1992, 685 p. (ISBN 2-213-02725-0)

#### Sources universitaires secondaires
- [Baum 1991] (de) Marlene Baum, Das Pferd als Symbol : zur kulturellen Bedeutung einer Symbiose [« Le cheval comme symbole : de la signification culturelle d'une symbiose »], Francfort-sur-le-Main, Fischer Taschenbuch Verlag, coll. « Geist und Psyche », 1991, 4e éd., 276 p. (ISBN 3596104734 et 9783596104734)
- [Guelpa 2009] Patrick Guelpa, Dieux & mythes nordiques, Villeneuve-d'Ascq, Presses Universitaires du Septentrion, coll. « Savoirs mieux », 26 novembre 2009, 2e éd., 266 p. (ISBN 978-2-7574-0120-0 et 2-7574-0120-3, lire en ligne)
  - [Guelpa 2017] Patrick Guelpa, Dieux & mythes nordiques, Villeneuve-d'Ascq, Presses Universitaires du Septentrion, coll. « Savoirs mieux », 2017, 3e éd., 242 p. (ISBN 978-2-7574-1911-3 et 2-7574-1911-0, lire en ligne)
- [Jennbert 2011] (en) Kristina Jennbert, Animals and Humans : Recurrent Symbiosis in Archaeology and Old Norse Religion [« Animaux et humains : Symbiose récurrente dans l'archéologie et la vieille religion nordique »], vol. 14 de Vägar till Midgård, Nordic Academic Press, 2011, 272 p. (ISBN 978-91-85509-37-9 et 91-85509-37-X, lire en ligne)
- [Lecouteux 2014] Claude Lecouteux, Dictionnaire de mythologie germanique, Imago, 2014, 4e éd., 294 p. (ISBN 9782849527702, lire en ligne), p. 144 ; 232
- [Lindow 2001] (en) John Lindow, Norse Mythology : A Guide to the Gods, Heroes, Rituals, and Beliefs [« Mythologie nordique : un guide des dieux, des héros, des rituels et des croyances »], Oxford University Press, 2001, 365 p. (ISBN 0-19-515382-0, lire en ligne).
- [Wagner 2005] Marc-André Wagner, Le cheval dans les croyances germaniques : paganisme, christianisme et traditions, vol. 73 de Nouvelle bibliothèque du moyen âge, Champion, 2005, 974 p. (ISBN 978-2-7453-1216-7, lire en ligne).

#### Source vulgarisée secondaire
- [Bane 2016] (en) Theresa Bane, Encyclopedia of Beasts and Monsters in Myth, Legend and Folklore, McFarland, 2016, 428 p. (ISBN 0786495057 et 9780786495054, lire en ligne)